# Ion Imanol Rementería
Ion Imanol Rementería Totorika (Elgoibar, Guipúzcoa, 29 de febrero de 1964-11 de diciembre de 2022) fue un jugador de baloncesto español. Con 2.02 de estatura, su puesto natural en la cancha era el de pívot.

## Trayectoria
- Cantera Real Madrid
- Real Madrid Junior (1982-1983)
- Club Baloncesto Estudiantes (1983-1989)
- BBV Villalba (1989-1990)
- Atlético de Madrid Villalba (1990-1991)
- CB Collado Villalba (1991-1992)
- Európolis Las Rozas (1992-1993)